# 灰背雀百灵
灰背雀百灵（学名：Eremopterix verticalis），是百灵科雀百灵属的一种，是游猎迁徙的候鸟，分布于纳米比亚、安哥拉、南非、津巴布韦、赞比亚、刚果民主共和国、博茨瓦纳和莱索托。全球活动范围约为2,590,000平方千米。该物种的保护状况被评为无危。
灰背雀百灵的平均体重约为16.6克。栖息地包括亚热带或热带的（低地）干燥疏灌丛、牧草地、耕地、地中海型疏灌丛、亚热带或热带的（低地）干草原和河流、溪流。